# Fritz Fuß
Fritz Fuß (bürgerlich: Friedrich Karl Wilhelm Wolf; * 12. Juli 1889 in Wiesbaden; † 27. April 1945 in Berlin) war ein deutscher Architekt in der ersten Hälfte des 20. Jahrhunderts.

## Leben
Fritz Fuß studierte an der Kunstgewerbeschule in Dresden bei Wilhelm Kreis, dessen Mitarbeiter er wurde und mit dem er 1908 nach Düsseldorf umsiedelte. Um 1910/1911 war er in Düsseldorf assoziiert mit Willy Dietsch. Er entwarf im Atelier von Wilhelm Kreis das Teehaus auf der Deutschen Werkbund Ausstellung Köln des Jahres 1914. Von 1914 bis 1918 nahm er als Soldat am Ersten Weltkrieg teil.
Zwischen 1919 und 1936 war er als selbstständiger Architekt in Köln, anschließend in Berlin tätig. Wie viele Architekten aus der Dresdener Schule und dem Büro von W. Kreis versuchte er eine Symbiose aus Tradition und Moderne, wobei sich die Architektur meist durch starke Plastizität und besondere Affinität zur Bildhauerei auszeichnet. In der Kölner Zeit zählte Fritz Fuß zu den anerkanntesten Architektenpersönlichkeiten der Stadt.
Fuß war 1928 Gründungsmitglied des ‚Blocks Kölner Baukünstler‘, Mitglied im Bund Deutscher Architekten und im Deutschen Werkbund. Als die Stadt in der Schlacht um Berlin von sowjetischen Truppen erobert wurde, beging er am 27. April 1945 Selbstmord.

## Bauten und Entwürfe

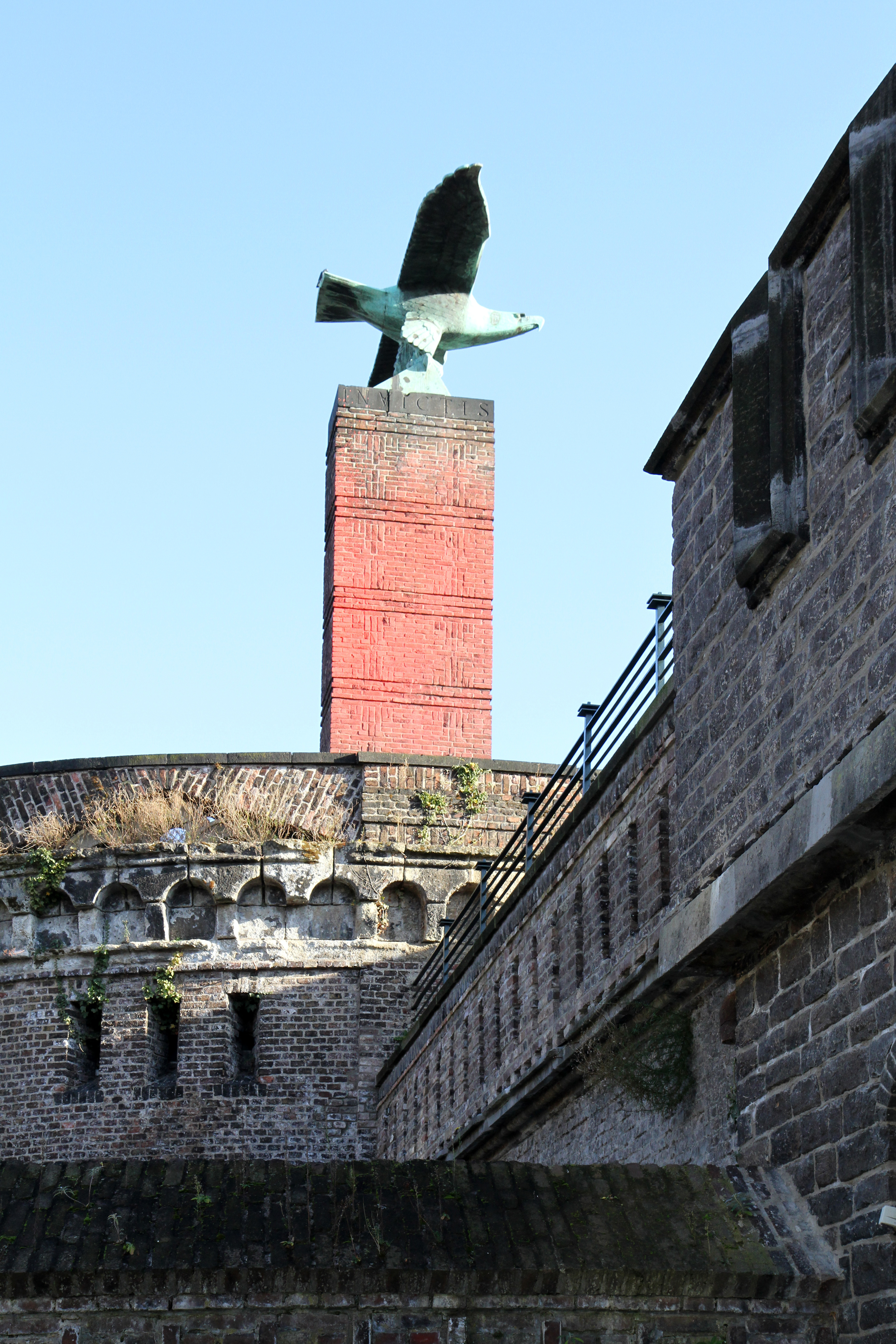
Ehrenmal für die Studentenschaft, Friedenspark Köln

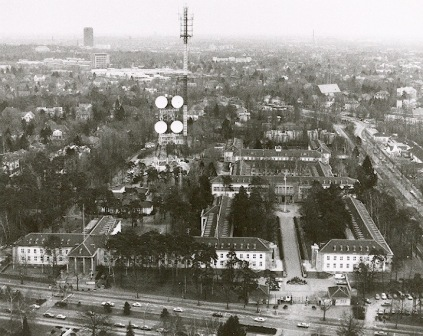
US-Hauptquartier in Berlin-Dahlem

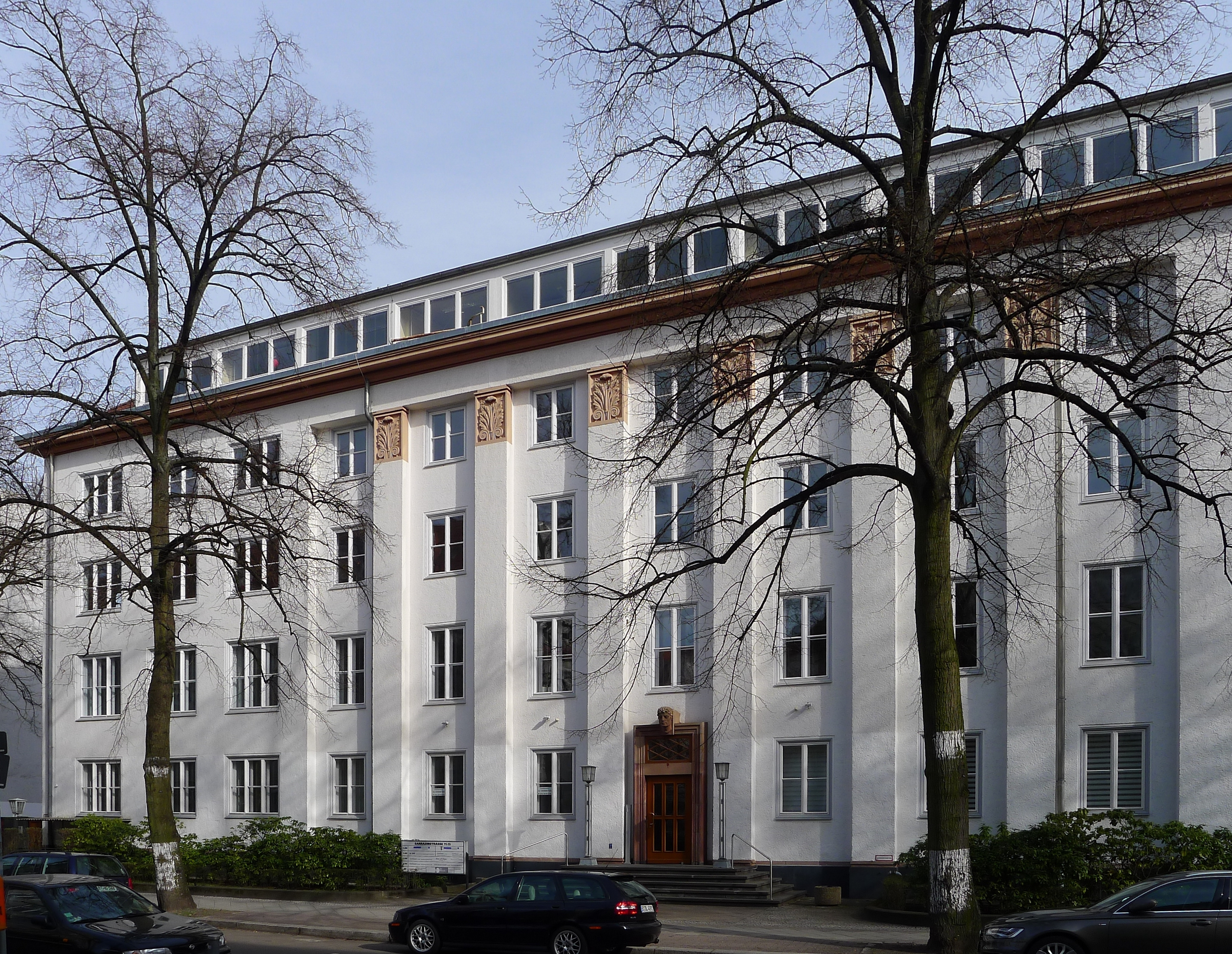
Verwaltungsgebäude der Beton- und Monierbau in Berlin-Friedenau

- 1914: Teehaus der Werkbundausstellung (als Mitarbeiter von W. Kreis), Köln-Deutz
- 1919: Umbau und Erweiterung von Gut Albrechtshof, Bendorf
- 1920–1924: Künstlerspiele „Boccaccio“, Schildergasse 99–101, Köln
- 1922: Ehrenmal für die Studentenschaft der Universität, Friedenspark Köln
- um 1922: Bürohaus der Kripper Lederfabrik, Kripp
- um 1922: Wirtschaftshof „Grebe“, Kripp
- 1922–1923: Besatzungsbauten. Stadtwaldgürtel/Clarenbachstraße, Köln-Lindenthal
- 1922–1923: Ursula-Bräu, Ursulaplatz 5–7, Köln
- 1923: Kasino der Rheinischen Presshefe- und Spritwerke AG, Monheim
- 1924–1928: Textilhaus Küchel, Domstraße 6, Köln
- 1924–1925: Villa Schwarz, Marienburger Straße 53, Köln-Marienburg
- 1925: Brückenkopf-Wettbewerb, Heumarkt, Köln
- 1925–1926: Rheinische Pappenfabrik AG, Monheim
- 1925–1926: Siedlung Bau-Verein, Leverkusen-Hitdorf
- 1926: Wettbewerb Pfarrhaus (Mitarb. Franz Berresheim), 1. Preis, Marl
- 1926–1927: Doppelvilla, Wolfgang-Müller-Straße 17–19, Köln
- 1927–1935: Ehrenmal (mit Willy Meller), Lüdenscheid
- 1928: Ehrenmal (mit Willy Meller), Leverkusen-Hitdorf
- 1928–1929: Büro und Fabrik Gummiwaren M. Steinberg, Haarweg 149, Köln-Ehrenfeld
- 1928–1930: Mehrfamilienhäuser in der Naumannsiedlung der GAG in Köln-Riehl, Boltensternstraße 111–131 / Stammheimer Straße 171–175 (mit Manfred Faber und Hans Heinz Lüttgen)
- 1929–1930: GAG-Reihenhäuser, Eilendorfer Straße 10–24/Malmedyer Straße 13,  Köln-Müngersdorf
- 1929–1930: Mehrfamilienhäuser der GAG (mit Adolf Haug), Höninger Weg 61–71, Köln-Zollstock
- 1930–1931: Siedlung Neurath (mit Theodor Willkens, Adolf Haug und Paul Pott), Berliner Straße und andere, Köln-Höhenhaus
- 1930–1931: Wohnhäuser der GAG (mit Georg Eberlein), Nußberger Pfad, Köln-Ossendorf
- 1938: Umbau des Großen Schauspielhauses zum „Theater des Volkes“, Berlin-Mitte
- 1938: Hallen im Funkturmgarten im Rahmen der Ausstellung „Das Handwerk der Welt in Berlin“
- 1936–1937: Luftgaukommando III, Berlin-Dahlem[2]
- 1939: Verwaltungsgebäude der Beton- und Monierbau AG (mit Cornelius van der Hoeven), Berlin-Friedenau[3]